# 新塞利謝 (利維夫州)
49°47′44″N 25°4′31″E / 49.79556°N 25.07528°E
新塞利謝（烏克蘭語：Новоселище）是烏克蘭西部的村莊，隸屬利維夫州的佐洛奇夫區。該村面積0.8平方公里，海拔高度382米，2001年人口853，人口密度每平方公里1,066.25人。